# Monnikenhof (Geetbets)

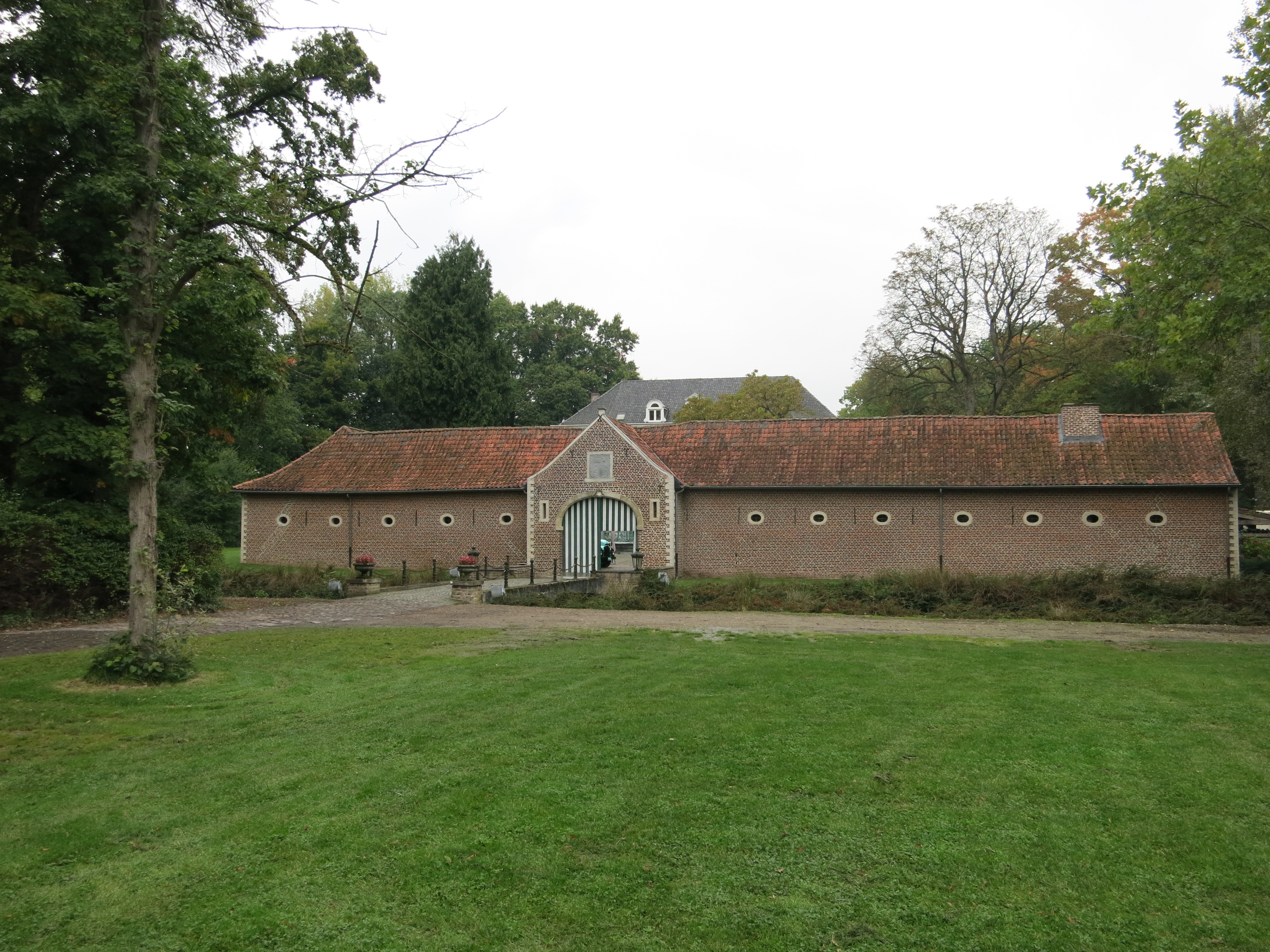
Monnikenhof

Het Monnikenhof is een landhuis in de Vlaams-Brabantse plaats Geetbets, gelegen aan de Kasteellaan 5.

## Geschiedenis
Van oorsprong stond hier een vierkantshoeve die een leen was van de Abdij van Vlierbeek. Tijdens de Franse Revolutie werd dit goed genationaliseerd en in 1798 openbaar verkocht. Na diverse eigenaars -en verbouwingen, zoals in 1864- kwam het goed in 1882 aan de arts Pierre Craninx die in 1890 overleed. In 1925 vond, in opdracht van notaris Paul Tallon, een ingrijpende verbouwing plaats. Drie vleugels werden gescheiden van de vierde vleugel, die als het woongedeelte dienst ging doen. De drie, U-vormig gegroepeerde, vleugels herbergden dienstgebouwen.
De gebouwen worden omringd door een park van 1,6 ha dat eveneens in opdracht van Tallon werd heraangelegd.